# Fernanda Pontífice
Maria Fernanda Pontífice de Jesus Bonfim (nascida em 1955) é uma académica e política santomense. Ela foi uma do primeiro grupo de mulheres da Assembleia Nacional em 1975 e mais tarde serviu como Ministra da Educação e Cultura.

## Biografia
Nascida em 1955, Pontífice licenciou-se em Letras pela Universidade de Lisboa. Em dezembro de 1975, ela foi nomeada para a Assembleia Nacional como uma do primeiro grupo de seis mulheres na legislatura. Depois de trabalhar como assessora do Ministério da Educação e Cultura, em 2002 foi nomeada Ministra da Educação e Cultura. Foi reeleita para o parlamento nas eleições de 2006, mas no mesmo ano foi nomeada reitora da Universidade Lusíada de São Tomé e Príncipe e demitiu-se do parlamento para se dedicar a esta função. Em 2008, ela foi eleita presidente da secção feminina do Partido da Convergência Democrática. Posteriormente, tornou-se reitora da Universidade Lusíada.